# Comarque de Sarria
Pour les articles homonymes, voir Sarria.
La comarque de Sarria (nom officiel : Comarca de Sarria) est une comarque (regroupement administratif de communes)  de la province de Lugo, dans la communauté autonome de Galice, au nord-ouest de l'Espagne.
Cette comarque regroupe les municipios suivants : 
- O Incio,
- Láncara,
- Paradela,
- O Páramo,
- Samos,
- Sarria,
- Triacastela.

Le chef-lieu de la comarque est la ville de Sarria.